# 阿巴斯·阿里扎达
阿巴斯·阿里扎达（波斯語：‎），阿富汗哈扎拉族，武术爱好者，因外形酷似李小龙而走红网络，被称为“阿富汗李小龙”。

## 生平
阿巴斯·阿里扎达1993年出生于阿富汗首都喀布尔一个哈扎拉族家庭，是家里最小的孩子。14岁时因偶然机会观看了李小龙的一部电影，而与中国功夫结缘。